# Metapa (Messico)
Metapa è un comune del Messico, situato nello stato di Chiapas.